# آب‌انبار میر پنجی
آب‌انبار میر پنجی مربوط به دوره قاجار است و در شهرستان آبیک، روستای ناصرآباد میر پنجی واقع شده و این اثر در تاریخ ۱۱ مرداد ۱۳۸۴ با شمارهٔ ثبت ۱۲۵۸۱ به‌عنوان یکی از آثار ملی ایران به ثبت رسیده است.